# Hải Khê
Hải Khê là một xã thuộc huyện Hải Lăng, tỉnh Quảng Trị, Việt Nam.
Xã Hải Khê có diện tích 8,64 km², dân số năm 1999 là 2.967 người, mật độ dân số đạt 343 người/km².

## Hành chính
Xã Hải Khê được chia thành 2 thôn: Thâm Khê, Trung An.